# Mastigodryas heathii
Mastigodryas heathii — вид змій родини полозових (Colubridae). Мешкає в Еквадорі і Перу.

## Поширення і екологія
Mastigodryas heathii мешкають в провінцях Ель-Оро і Лоха на півдні Еквадору, а також на заході Перу на південь до Ліми. Вони живуть в сухих тропічних лісах у західних передгір'ях Анд, в низинних сухих лісах та в прибережній пустелі Сечура. Живляться жабами, плазунами і гризунами. Відкладають яйця.